# Parrocchia di Saint Thomas Lowland
La parrocchia di Saint Thomas Lowland si trova nella parte nord-occidentale dell'isola di Nevis, nella federazione di Saint Kitts e Nevis.

## Villaggi
- Cotton Ground (capoluogo)
- Barnes Ghaut
- Jessups
- Stuarts
- Westbury